# Мартін Обст
Мартін Обст (нім. Martin Obst; нар. 18 листопада 1986, Берлін, НДР) — німецький борець вільного стилю, срібний призер чемпіонату Європи.

## Життєпис
Боротьбою почав займатися з 1996 року. Він та його на два роки старший брат Роланд були взяті однокласниками на тренування з боротьби в берлінському клубі SV Preußen, де вони почали тренування. Його першим тренером був Матіас Рінгель, який заклав основи подальшого успіху на килимі. Мартін Обст вважається пізнім стартером. Після другого місця на чемпіонаті Німеччини у 2008 році він був одним із найкращих борців вільного стилю у своєму класі на національному рівні та виграв свій перший титул чемпіона Німеччини у 2011 році. Але на міжнародному рівні Обсту, який пропустив участь в Олімпійських іграх 2016 року, довелося почекати ще кілька років, поки він нарешті виграв першу медаль на чемпіонаті Європи у віці 31 року.
Виступає за спортивний клуб «Luckenwalder». Тренери — Гейко Рьоль, Андреас Забель, Свен Тіле.

## Спортивні результати на міжнародних змаганнях

### Виступи на Чемпіонатах світу
| Змагання                        | Збірна    | Вагова категорія          | Місце |
| ------------------------------- | --------- | ------------------------- | ----- |
| Чемпіонат світу з боротьби 2015 | Німеччина | вільна боротьба, до 74 кг | 32    |
| Чемпіонат світу з боротьби 2018 | Німеччина | вільна боротьба, до 79 кг | 13    |

### Виступи на Чемпіонатах Європи
| Змагання                         | Збірна    | Вагова категорія          | Місце  |
| -------------------------------- | --------- | ------------------------- | ------ |
| Чемпіонат Європи з боротьби 2016 | Німеччина | вільна боротьба, до 74 кг | 11     |
| Чемпіонат Європи з боротьби 2017 | Німеччина | вільна боротьба, до 74 кг | 19     |
| Чемпіонат Європи з боротьби 2018 | Німеччина | вільна боротьба, до 79 кг | Срібло |

### Виступи на інших змаганнях
| Змагання                                                       | Збірна    | Вагова категорія          | Місце  |
| -------------------------------------------------------------- | --------- | ------------------------- | ------ |
| Гран-прі Німеччини з боротьби 2006                             | Німеччина | вільна боротьба, до 74 кг | 10     |
| Гран-прі Німеччини з боротьби 2007                             | Німеччина | вільна боротьба, до 74 кг | 16     |
| Гран-прі Німеччини з боротьби 2008                             | Німеччина | вільна боротьба, до 74 кг | 5      |
| Міжнародний меморіал Дейва Шульца 2009                         | Німеччина | вільна боротьба, до 74 кг | 4      |
| Гран-прі Німеччини з боротьби 2009                             | Німеччина | вільна боротьба, до 74 кг | 5      |
| Гран-прі Німеччини з боротьби 2010                             | Німеччина | вільна боротьба, до 74 кг | 12     |
| Кубок Великої Британії з боротьби 2010                         | Німеччина | вільна боротьба, до 74 кг | Золото |
| Чемпіонат світу з боротьби серед військовослужбовців 2010      | Німеччина | вільна боротьба, до 74 кг | 5      |
| Меморіал Іона Корнеану 2011                                    | Німеччина | вільна боротьба, до 74 кг | Бронза |
| Гран-прі Німеччини з боротьби 2012                             | Німеччина | вільна боротьба, до 74 кг | Бронза |
| Меморіал Вацлава Циолковського 2013                            | Німеччина | вільна боротьба, до 84 кг | 11     |
| Меморіал Іона Корнеану 2015                                    | Німеччина | вільна боротьба, до 74 кг | Золото |
| Меморіал Вацлава Циолковського 2015                            | Німеччина | вільна боротьба, до 74 кг | 5      |
| Турнір Олександра Медведя 2016                                 | Німеччина | вільна боротьба, до 74 кг | 32     |
| Олімпійський кваліфікаційний турнір з боротьби 2016 (Зренянин) | Німеччина | вільна боротьба, до 74 кг | 7      |
| Олімпійський кваліфікаційний турнір з боротьби 2016 (Стамбул)  | Німеччина | вільна боротьба, до 74 кг | 13     |
| Гран-прі Німеччини з боротьби 2016                             | Німеччина | вільна боротьба, до 74 кг | Срібло |
| Cerro Pelado International 2018                                | Німеччина | вільна боротьба, до 86 кг | Бронза |
| Гран-прі Франції Анрі Деглана 2020                             | Німеччина | вільна боротьба, до 74 кг | Бронза |